# Miridiba newari
Miridiba newari är en skalbaggsart som beskrevs av Guido Sabatinelli och Migliaccio 1982. Miridiba newari ingår i släktet Miridiba och familjen Melolonthidae. Inga underarter finns listade i Catalogue of Life.